# 段英
段英，山西襄陵人，明朝政治人物。舉人出身。
永樂六年，戊子科山西鄉試中舉，后任河南按察司檢校。